# ポリフォニック・スプリー

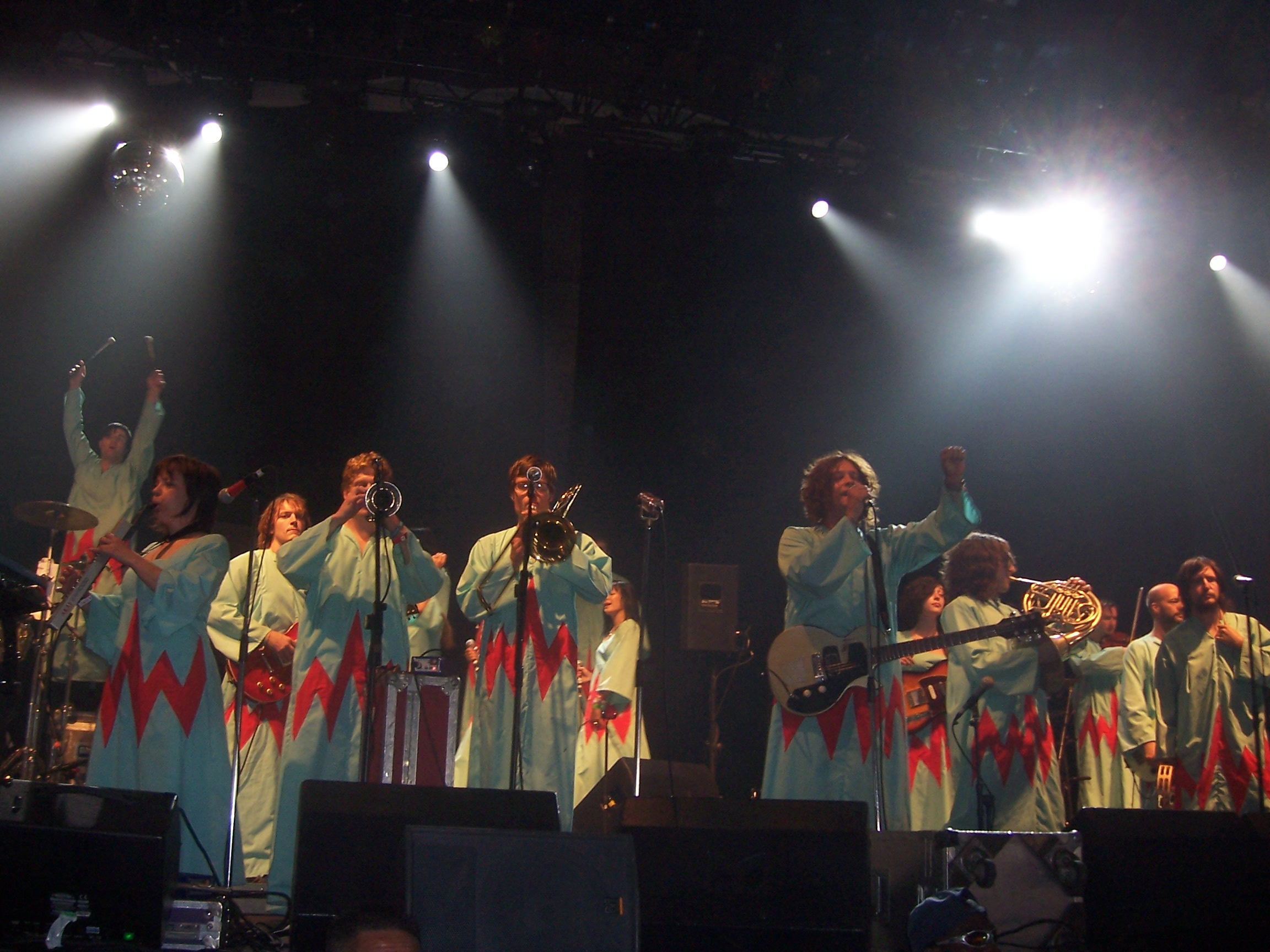
ポリフォニック・スプリー（2005年Vフェスティバルにて）

ポリフォニック・スプリー（The Polyphonic Spree）は、テキサス州ダラスの混声・シンフォニー・ロック(choral symphonic rock)を自称するグループである。

## 概要
このグループはティム・デラフター(Tim DeLaughter)により設立され、他に13～27人のメンバーを持つ。三人のオリジナルメンバー、ティム・デラフター、マーク・ピロー(Mark Pirro)、ブライアン・ウェイクランド（Brian Wakeland）は、ギタリスト、ウェス・バーグレン(Wes Berggren)が薬物乱用により1999年死去するまでトリッピング・デイジー(Tripping Daisy)のメンバーだった。
デラフターはダラスでレコード店「グッドレコーズ」(Good Records)を経営している。
2000年、存在していなかったそのバンドは彼ら先駆者の助けで30分で形作られた。次第に、そのバンドは様々の付き合いにより形を為していった。30分の音楽は13人のオリジナルメンバーによりリハーサルされ、反応は圧倒的にポジティヴだった。バンドは25人のメンバーが流動的に加わり現在の人数となった。初公演でのセットリストは『The Beginning Stages of The Polyphonic Spree』と題され、10番目の曲目『A Long Day』（ティム・デラフターの11年の声のサンプルから完成した）と一緒に、その巨大なバンドを主催しなかった懐疑的な開催地に記録され配布された。結局その音楽CDへの需要は大きくなったのでアルバムが発売されることとなった。
2003年、彼らは「レコード販売の不足」を例証する「679 Recordings」のレコードラベルにより産み落とされた。しかしつい最近は新しくハリウッドレコードと契約を結び、2年目のアルバム『Together We're Heavy』 を2004年に日本で6月30日、ヨーロッパで7月12日、北アメリカで7月13日に発売した。
ポリフォニック・スプリーは通常、10人の合唱団とそれぞれ二人ずつのキーボード、パーカッション、ベース、ギター、フルート、トランペット、トロンボーン、ヴァイオリン、フレンチホルン、テルミンの奏者ならびに一人のエレクトーン奏者から構成される。デラフターは音楽監督で、リードボーカルも行う。当初、ポリフォニック・スプリーは―途中多くの人に彼らをカルト宗教であると思わせた―純粋さ、希望、幸福のイメージを与える白いローブを着ていた。しかし最近の2枚目のアルバム『Together We're Heavy』の販促ツアーでは多色のローブを着た。
ポリフォニック・スプリーは2004年4月20日のテレビ番組「Scrubs」のエピソード"My Choosiest Choice of All" (3-19)、また、2004年11月29日のテレビ番組「Las Vegas」のエピソード"Silver Star" (2-10)で特集された。
ポリフォニック・スプリーはまたチャーリー・カウフマン（Charlie Kaufman）脚本、ミシェル・ゴンドリー監督、ジム・キャリーとケイト・ウィンスレット主役の映画「エターナル・サンシャイン」（Eternal Sunshine Of The Spotless Mind）のサウンドトラックでも特集された。

## ディスコグラフィー
The Beginning Stages of... (2002)
- Section 1 (Have A Day / Celebratory)
- Section 2 (It's The Sun)
- Section 3 (Days Like This Keep Me Warm)
- Section 4 (La La)
- Section 5 (Middle Of The Day)
- Section 6 (Hanging Around The Day Part 1)
- Section 7 (Hanging Around The Day Part 2)
- Section 8 (Soldier Girl)
- Section 9 (Light & Day / Reach For The Sun)
- Section 10 (A Long Day)

Together We're Heavy (2004)
- Section 11 (A Long Day Continues / We Sound Amazed)
- Section 12 (Hold Me Now)
- Section 13 (Diamonds / Mild Devotion To Majesty)
- Section 14 (Two Thousand Places)
- Section 15 (Ensure Your Reservation)
- Section 16 (One Man Show)
- Section 17 (Suitcase Calling)
- Section 18 (Everything Starts At The Seam)
- Section 19 (When The Fool Becomes A King)
- Section 20 (Together We're Heavy)